# Age of Unreason
Age of Unreason es el decimoséptimo álbum de estudio de Bad Religion, lanzado el 3 de mayo de 2019. Es el primer álbum de estudio en el que participan el guitarrista Mike Dimkich y el baterista Jamie Miller, quienes reemplazan a Greg Hetson y Brooks Wackerman respectivamente, y el primero en ser producido por Carlos de la Garza, finalizando su colaboración con Joe Barresi, quién había producido, mezclado y gestionado cada álbum de Bad Religion desde The Empire Strikes First de 2004. El lanzamiento de Age of Unreason también marca el lapso más largo entre los álbumes de estudio en toda la carrera de Bad Religion, con su previo álbum, True North, habiendo sido lanzado en enero de 2013. Los sencillos lanzados del álbum fueron "My Sanity", "Chaos from Within" y "Do the Paranoid Style".

## Antecedentes
La intención de Bad Religion para su decimoséptimo álbum fue revelada por el guitarrista Brett Gurewitz cerca de diez meses después del lanzamiento de True North, quién dijo, "Tocaremos en algunos shows al año siguiente, no demasiado. Yo creo que 2014 será cuando empezemos a escribir el siguiente álbum, también." A inicios de 2015, Gurewitz y el vocalista Greg Graffin, habían empezado a escribir canciones para el álbum, y planes se realizaron para entrar al estudio ese otoño. No obstante, parecía que los planes habían cambiado ya que Graffin declaró en una entrevista en septiembre de 2015 con Glide Magazine que había estado trabajando en su primer álbum solista desde Cold as the Clay de 2006, y que Bad Religion no tenía planes para lanzar otro disco por lo menos hasta a fines de 2016.
Graffin posteriormente anunció que había preparado planes para grabar el siguiente disco de Bad Religion después del lanzamiento de su tercer álbum solista Millport, el cual fue eventualmente lanzado el 10 de marzo de 2017. Se le acuñó decir, “Durante el semestre de otoño estoy muy ocupado. Pero el año próximo va a haber un nuevo álbum solista. Yo hago un nuevo álbum solista cada seis años, asi que el año próximo me preparo para uno. Y luego voy a escribir un nuevo libro, no puedo hablar de él todavía. Y finalmente, Bad Religion tiene un nuevo álbum que escribir. Así que tenemos mucho trabajo por hacer.” En una entrevista en marzo de 2017, al preguntársele por el álbum que seguiría a True North, Graffin dijo: “Es uno de los más grandes desafíos como artista mantener la tradición de su trabajo anterior. Es difícil de lograr. Normalmente (Bad Religion) se toma dos años en sacar un álbum. Por que nos ha tomado cuatro años en sacar un álbum después de True North? Bueno, True North fue un grandioso álbum y lo debemos a nuestros fans que lo tomen muy en serio como un gran álbum - así que hacer otro va a tomar mucho más trabajo.”
El 14 de febrero de 2018, Graffin posteó una foto de sí mismo con Gurewitz, en el estudio vía Twitter, con el mensaje, “Nuevas canciones en el conducto”; el post indicó que Bad Religion estaba en el estudio trabajando en el álbum. Las especulación surgió en abril de ese año cuando Gurewitz y Baker, posteaba fotos del estudio en sus respectivas cuentas de Instagram. El 20 de junio de 2018, la banda lanzó su primer sencillo en cinco años, “The Kids Are Alt-Right”.
A pesar de reportes iniciales que Bad Religion había estado en el estudio a mediados de 2018, y el hecho de que lanzaron una canción, Gurewitz le dijo a Los Angeles Times en julio de 2018 que, “Estamos escribiendo un nuevo disco, grabando para este otoño o a fines del verano. No hay fecha de lanzamiento todavía, pero deberíamos tener un álbum digno de canciones que digan ‘Fuck Trump’ muy pronto. Es exactamente lo que necesitamos.” El 26 de febrero de 2019, Bad Religion anunció Age of Unreason como el título del nuevo disco, su fecha de lanzamiento, y estrenó el sencillo principal “Chaos from Within”. El tercer tema, “Do the Paranoid Style”, fue lanzado el 26 de marzo de, 2019.

## Lista de canciones
| N.º   | Título | Escritor(es)                          | Duración |  |
| 1.    | «Chaos from Within» | Brett Gurewitz, Greg Graffin          | 1:50     |  |
| 2.    | «My Sanity» | Gurewitz, Graffin                     | 2:58     |  |
| 3.    | «Do The Paranoid Style» | Gurewitz, Graffin                     | 1:45     |  |
| 4.    | «The Approach» | Gurewitz, Graffin                     | 2:25     |  |
| 5.    | «Lose Your Head» | Gurewitz, Graffin                     | 2:50     |  |
| 6.    | «End of History» | Gurewitz, Graffin, Carlos de la Garza | 2:47     |  |
| 7.    | «Age of Unreason» | Gurewitz, Graffin                     | 2:40     |  |
| 8.    | «Candidate» | Brian Baker, Gurewitz, Graffin        | 2:45     |  |
| 9.    | «Faces of Grief» | Gurewitz, Graffin                     | 1:04     |  |
| 10.   | «Old Regime» | Gurewitz, Graffin                     | 2:42     |  |
| 11.   | «Big Black Dog» | Gurewitz, Graffin                     | 2:06     |  |
| 12.   | «Downfall» | Gurewitz, Graffin                     | 2:36     |  |
| 13.   | «Since Now» | Gurewitz, Graffin                     | 1:44     |  |
| 14.   | «What Tomorrow Brings» (La canción finaliza en el minuto 3:09, momento en el que empieza "The Kids Are Alt-Right", hidden track exclusivo de la edición de CD del álbum) | Gurewitz, Graffin                     | 5:52     |  |
| 15.   | «The Profane Rights of Man» (bonus track exclusivo de la edición de CD del álbum)                                                                                        | Gurewitz, Graffin                     | 2:06     |  |
| 38:10 | |                                       |          |  |

## Personal
- Greg Graffin - vocalista
- Brett Gurewitz - guitarrista
- Brian Baker - guitarrista
- Mike Dimkich - guitarrista
- Jay Bentley - bajo
- Jamie Miller - batería